# 铬酸
铬酸，化学式为H2CrO4，是三氧化铬溶于硫酸以及铬酸盐/重铬酸盐酸化时生成的化合物之一。重铬酸是二分子铬酸脱水形成的多酸，化学式为H2Cr2O7。三氧化铬是铬酸的酸酐，室温下为橘红色固体。由于它可通过加浓硫酸于铬酸盐或重铬酸盐的水溶液沉淀出来，故在工业上曾长期被称为“铬酸”。
铬与同族的钼、钨不同，形成多酸的倾向不强，超过四铬酸以上的多铬酸很少见。这些化合物中都含有正六价铬，具有致癌性和氧化性，酸性溶液中的还原产物一般为紫色的[Cr(H2O)6]3+离子。

## 用途
铬酸洗液是实验室常用的清洗液，兼有酸性和氧化性，可以去除实验仪器内壁和外壁的污垢及难溶物质。通常该洗液由重铬酸钾加入浓硫酸中得到，但是六价铬对环境有害，强酸性环境有时也会使仪器受损，故目前铬酸洗液的应用已有减少。
铬酸也是镀铬涂层时的中间体，也用于某些釉和彩色玻璃的生产中。

## 反应
铬酸可以和碱成盐，根据pH的不同，酸根离子的形式也不同。重铬酸根（Cr2O72−）与铬酸根（CrO42−）离子在水溶液中存在以下平衡：
2 CrO42− + 2 H3O+ ⇌ Cr2O72− + 3 H2O
很多有机化合物都可被铬酸氧化，并且目前已经研究出很多以六价铬为基础的氧化剂：
- 琼斯试剂：铬酸、硫酸和丙酮的水溶液，可将一级和二级醇氧化成相應的羧酸和酮，當中不饱和键不受影响。[1]
- 氯铬酸吡啶盐：由三氧化铬和吡啶酸盐配制，可将一级醇氧化为醛。[1]
- Collins试剂：三氧化铬和吡啶的加合物。
- 铬酰氯（CrO2Cl2）

### 例子
- 氧化甲苯为苯甲酸。[2]
- 氧化茚为邻羧基苯乙酸。[3]
- 氧化环辛醇为环辛酮。[4]

### 定性分析
铬酸稀溶液可将一级和二级醇氧化为醛酮，自身还原为铬(III)，发生橙黄色至蓝绿色的颜色变化，可用于定性鉴定以上两者，三级醇不反应。

### 替代品
很多试剂都可将醇/醛氧化为羧酸，如镍(II)与次氯酸钠的混合溶液。 这些氧化剂各有利弊。
实验室中，最常用的替代铬酸洗液来清洗玻璃仪器的水基清洗剂通常都含有碱、螯合剂和/或者含有表面活性剂，它们可以在常温使用，或者加热到沸点（需要有通风设施-碱性的气体是有害的）。这些清洗剂对于一般的污染物、大多数的标记、有机残留物、以及绝大多数的化学品残留都非常有效。常见的商品如RBS 35以及其最新的配方产品RBS T 105, 115等。其突出的优点是无毒和废液容易处理。